# Boris Jegorov
Boris Borisovich Yegorov (ryska: Борис Борисович Егоров) född 26 november 1937 i Moskva, Sovjetunionen, död 12 september 1994 i Moskva, Ryssland, var en sovjetisk läkare - kosmonaut som blev den första läkaren att göra en rymdflygning.

## Biografi
Jegorov kom från en medicinsk bakgrund där hans far var framstående hjärtkirurg och hans mor ögonläkare. Han valde också medicinen för sin karriär och tog 1961 examen vid "1:a Medicinska Institutet i Moskva". Under sin studietid kom han i kontakt med Jurij Gagarins utbildningscenter och blev intresserad av rymdmedicin. Han tog sin doktorsexamen 1976 i medicin vid Humboldtuniversitet i Berlin, med specialisering på störningar i balansorganen i innerörat.
Jegorov valdes in som medlem i det tvärvetenskapliga lag där han tillsammans med Vladimir M. Komarov och Konstatin P. Feoktistov, bemannade rymduppdraget Voskhod 1 den 12 – 13 oktober 1964. Det har antytts att hans faders inflytande inom politbyrån kan ha haft viss betydelse för valet. Som ett hederstecken för rymdflygningen fick Jegorov titeln Sovjetunionens hjälte den 19 oktober 1964. Från 1984 till 1989 var han chef för biomedicinskt-teknologisk institut inom hälsovårdsministeriet. Han avled av en hjärtattack 1994.

## Utmärkelser
Jegorov belönades med: 
- Sovjetunionens hjälte
- Titeln Pilot-Cosmonaut i Sovjetunionen
- Leninorden
- Orden Arbetets Röda fana
- Medalj "För utvecklingen av jungfruligt land"
- Nio jubileumsmedaljer
- Hjälte av socialistiskt arbete (Vietnam)
- Ungerska republikens banerorden

## Litteratur

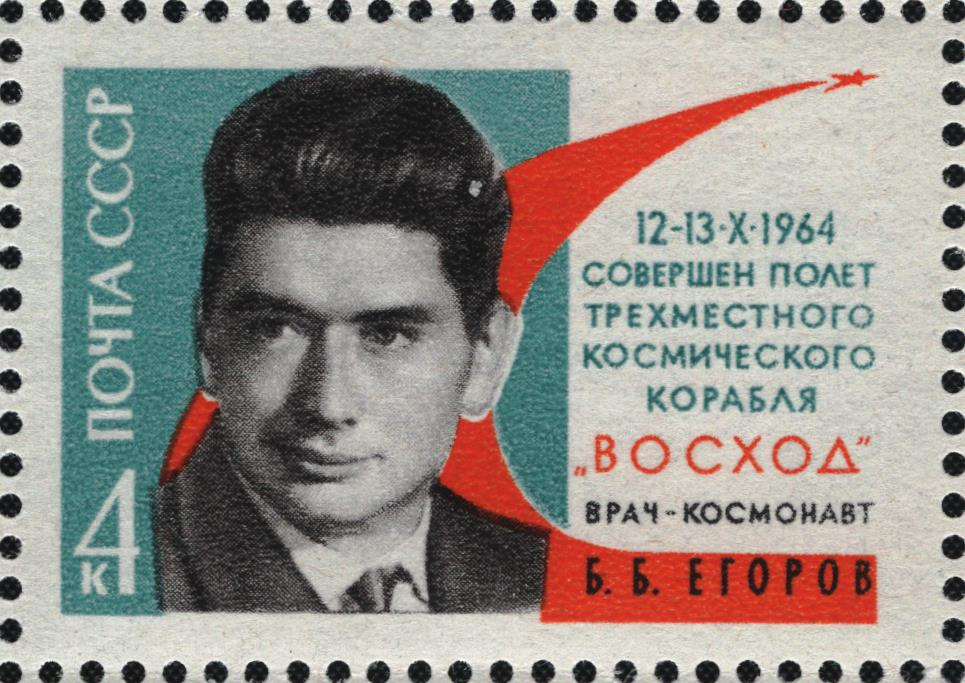
Ryskt frimärke 1964 till heder av Boris Yegorov.